# كارلوس أنطونيو غوميز
كارلوس أنطونيو غوميز (بالبرتغالية: Carlos António Gomes‏) (18 يناير 1932 في البرتغال - 18 أكتوبر 2005 بلشبونة في البرتغال) هو مدرب كرة قدم ولاعب كرة قدم برتغالي في مركز حراسة المرمى. شارك مع منتخب البرتغال لكرة القدم. أما مع النوادي، فقد لعب مع أتليتيكو كلوب دي برتغال والنادي المكناسي وريال أوفييدو وسبورتينغ لشبونة وشباب جيجل ونادي غرناطة ونادي بايرنسيه.

## وصلات خارجية
- كارلوس أنطونيو غوميز على موقع ناشيونال فوتبول تيمز (الإنجليزية)